# Teresa Belloc-Giorgi
Maria Teresa Ottavia Faustina Belloc (San Benigno Canavese, 13 d'agost de 1784-San Giorgio Canavese, 13 de maig de 1855) fou una contralt italiana.

## Biografia
Fou filla de Carlo Trombetta i Agnese Clerc, natural de Geòrgia. Es va educar a Torí i després a París, ja que el seu pare estava al servei de la República Francesa.
El 1801 va debutar com a prima dona al Teatre Carignano de Torí, amb l'òpera L'equivoco, ossia Le bizzarrie d'amore de Simone Mayr. Va participar també en l'obra La Virtù al cimento de Ferdinando Paër, amb el nom de Teresa Giorgi. Aleshores va marxar a Parma i Trieste, i el 1803 va aparèixer en París com a protagonista de Nina, o sia La pazza per amore de Giovanni Paisiello i Griselda di Paër.
El 1804 va debutar al Teatro alla Scala de Milà (també amb Nina di Paisiello), i va actuart en aquest teatre durant més de vint anys. El 1823 fou el protagonista en la recuperació de Medea in Corinto de Mayr.
Al llarg de la seva carrera va preferir els papers rossinians. Va obtenir un gran èxit en els papers de contralt de La Cenerentola, Tancredi i L'Italiana in Algeri (Isabella) i va estrenar la part de soprano d'Isabella en L'inganno felice i de Ninetta en La gazza ladra.
El 1818 Giorgi va aparèixer a Londres amb el nom de Bellochi, però no va tenir èxit i va tornar a Milà, on va cantar fins al 1828. Es va retirar a San Giorgio Canavese i va morir allí afectada per la gota.
Va estar dotada d'una veu, malgrat que poc extensa, molt ben timbrada i d'una puresa extraordinària.